# Nevada State Route 264
La State Route 264 è un'autostrada statale di 54.19 km nella contea di Esmeralda, Nevada, USA. Essa connette la California State Route 266 alla U.S. Route 6 attraverso la città di Dyer (Nevada). La maggior parte del percorso è conosciuta come Fish Lake Valley Road.

## Percorso
La State Route inizia dalla California State line a circa 6.9 km a nord di Oasis, California. Da lì, l'autostrada segue a nord la Fish Lake Valley Road attraverso la piccola comunità di Dyer, dopodiché il percorso si dirige verso nord verso Boundary Peak, il punto più alto dello Stato del Nevada, in vista sul lato ovest della strada. Circa 24 km a nord di Dyer si trova una giunzione con la State Route 773, dove la Fish Lake Valley Road finisce. A questo punto la State Route 264 si dirige verso nord-ovest seguendo la Dicalite Cutoff. La strada raggiunge il suo capolinea sulla US 6, a circa 8 km a est di Basalto.

## Storia
I 40 km a sud della State Route 264 e tutta la Nevada State Route 773 erano entrambe precedentemente nominate State Route 3A.
La SR 3A (State Route 3A) apparve per la prima volta sulle mappe stradali nel 1933 come un percorso che va dal confine di stato della California-Nevada fino allo svincolo della Strada Statale 3 (ora US 95) e Strada Statale 15 (ora US 6) a Coaldale. Il capolinea a nord sembra essere stato spostato 13 km a ovest di Coaldale intorno al 1937. Nel 1941, alla SR 3A è stato aggiunto un allineamento con una strada sterrata. La via era asfaltata tra US 6 e Dyer nel 1949, e il resto è stato completato nel 1953.